# 石田知之
石田 知之（いしだ ともゆき、1991年3月29日 - ）は、日本の男性声優、俳優。神奈川県出身。2021年1月より株式会社アイエス・フィールド所属。かつてはスターダストプロモーションに所属していた。

## 出演作品
※太字はメインキャラクター。

### テレビアニメ
2015年
- ぱんきす!2次元（チャイコ・コ・チャンコ・ドドスコイ[1]）

### テレビドラマ
- 2012年　ドラクロワ（NHK)
- 2013年　イタズラなKiss～Love in TOKYO（フジテレビTWO)
- 2013年　ノーコン・キッド～ぼくらのゲーム史～(第5話)（TX)
- 2014年　失恋ショコラティエ（2014年）(CX)
- 2015年　アニメシリーズ「ぱんきす！２次元」(BS11)
- 2017年　コード・ブルー～ドクターヘリ緊急救命～THE THIRD SEASON（2017年）(CX)　※第10話・最終回　トンネル救急隊員役

### 映画
- 2014年　うわこい
- 2014年　うわこい2

### 舞台（抜粋）
- 2012年　ライト・リライト
- 2013年　十鬼の絆 ～関ヶ原奇譚～ 恋舞 - 宇喜多秀家 役
- 2014年　STORM LOVER ～波打ち際の王子SUMMER!～ - 猪狩澪 役
- 2014年　キリトリ4
- 2015年　STORM LOVER ～波打ち際の王子SUMMER!～ 改!! - 猪狩澪 役
- 2015年　ぱんきす！3次元
- 2016年　MEMENTO MORI

### CM
- 2010年　カルビー「じゃがりこ応援団・屋上篇」（2010.10.4～2012.10.03）
- 2011年　ネスレ「ネスレブライト」（2011.02.01～12.31）
- 2012年　日本生命保険相互会社「企業広告」　（2012.03.23～09.22）
- 2012年　日本コカ・コーラ　（2012.03.28～2013.03.27）
- 2012年　HTC Corporation　（2012.06.16～09.15）
- 2015年　ベネッセコーポレーション　（2015.01～2015.12）

### DVD
- 2013年　ほんとうにあった怖い話 第十九夜～チャットレディ～